# Tyler Koslowsky
Tyler Scott Koslowsky (* 13. Oktober 1993 in Abbotsford) ist ein kanadischer Volleyballspieler.

## Karriere
Koslowsky begann seine Karriere am Mennonite Educational Institute in Abbotsford. Anschließend studierte er an der Trinity Western University und spielte im Universitätsteam Spartans. Der Libero kam auch in der kanadischen Juniorennationalmannschaft zum Einsatz. Nach seinem Studium wechselte er 2017 zum deutschen Bundesligisten SVG Lüneburg.